# 赤星病

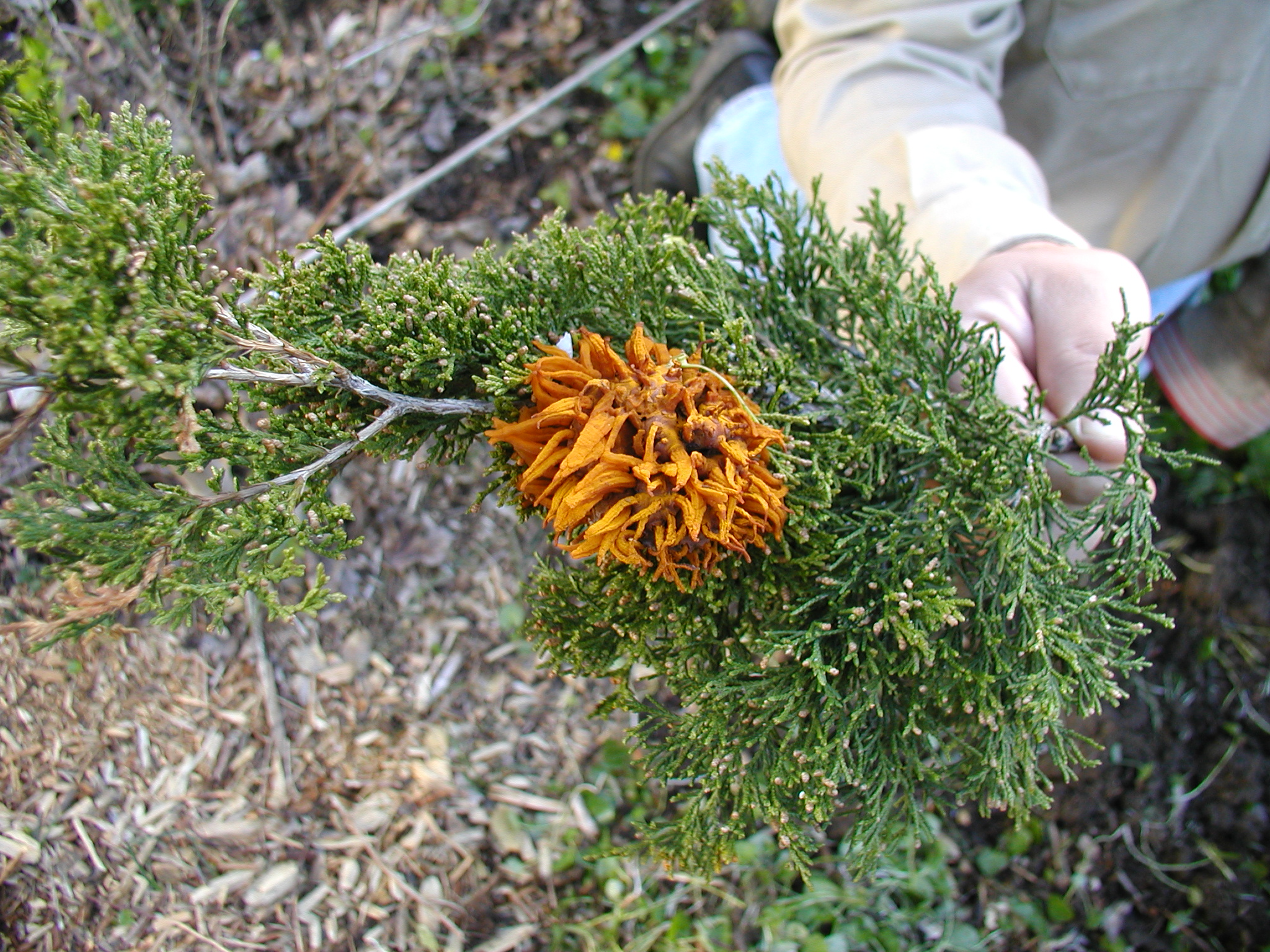
ビャクシン属における病害

赤星病（あかぼしびょう）はバラ科ナシ亜科の植物（リンゴ、ナシ、カイドウ、ナナカマドなど）に Gymnosporangium 属の担子菌が寄生することによる病害である。
この菌はサビキン目に属し、他の菌と同じく異なる2種類の植物上で複雑な世代交代を行う。ビャクシン属植物（カイヅカイブキ、ビャクシン、ネズなど）を中間宿主とし、ナシ亜科とビャクシン属に交互に感染する（同じ種類の植物の間では感染しない）。
ビャクシン属から春に飛散した担子胞子が、ナシ亜科の葉または幼果に感染する。感染部位は5月ごろ黄色い病斑となり、肥厚するとともに赤褐色になり、精子器を作って授精を行う。ここから（葉では裏側に）白い毛状突起を多数出し、これに褐色の胞子（さび胞子）がつき、7-8月ごろに放出される。ナシ亜科では落葉・落果が起こって、重大な病害となる。
さび胞子がビャクシン属に感染すると、翌年または翌々年の春に成熟する。菌は茎に直径2-4 cmの菌核を作り、冬胞子を作って成熟し、春先にオレンジ色の数本の太い触手状の突起となって現れる。冬胞子は発芽してその先に担子胞子を生じる。ビャクシン属ではこれ以上の病害を示さない。
予防策としては、まずビャクシン属をリンゴ・ナシ等の作物の近く（2km以内）に植えない・駆除することである。ナシ産地では条例によりビャクシン属の植栽を規制しているところが多い。また予防用に殺菌剤が用いられる。